# Ledley King
Ledley King (* 12. října 1980, Londýn) je bývalý anglický fotbalista, obránce, který celou svou profesionální kariéru strávil v klubu Tottenham Hotspur FC. Byl též anglickým reprezentantem. Jeho mládežnická kariéra je spjata s klubem Senrab FC. V začátcích kariéry hrál také na pozici záložníka.
Po celou kariéru jej trápilo opakované zranění pravého kolena, kvůli čemuž vynechal velkou porci zápasů za klub i reprezentaci.

## Klubová kariéra
Ledley King si na seniorské úrovni zahrál prvně v utkání s Liverpoolem (2-3) 1. května 1999, ve druhém poločase. Ve své druhé sezóně zasáhl do 3 utkání. V jeho třetí sezóně 2000/2001 nastal průlom, když se na konci podzimu etabloval v základní sestavě, v prosincovém zápase s Bradford City (3-3) dokonce vstřelil první branku zápasu, a to 11 vteřin po zahájení, čímž stanovil nový rekord Premier League.
Za sezónu si připsal celkově 18 startů.
V ročníku 2001/2002 nastoupil do 32 ligových utkání, vysloužil si též pozvánku do reprezentace. Tottenham si v tabulce polepšil a umístil se na devátém místě. King dopomohl týmu až do finále Ligového poháru (Worthington Cup), kde Spurs prohráli 1-2 s celkem Blackburn Rovers.

## Reprezentační kariéra
King reprezentoval Anglii už ve výběrech do 16, 18 a 21 let. V seniorské reprezentaci poprvé nastoupil dne 27. března 2002 v přátelském utkání s Itálií, které Angličané prohráli 1-2. King si zahrál ve druhém poločase, poté co vystřídal Sola Campbella z Arsenalu.
Druhý zápas v dresu národního týmu odehrál v únoru 2013, Anglie prohrála v dalším přátelském utkání 1-3.
Na jaře 2004 si zahrál ve 3 přátelských zápasech proti Portugalsku (1-1), Japonsku (1-1) a Islandu (6-1), přičemž proti Portugalsku nastoupil prvně na celé utkání a vstřelil gól v 46. minutě po centru Davida Beckhama.
King se dostal do nominace Anglie na ME 2004 a hned v prvním zápase hrál v základní sestavě. Frank Lampard sice vstřelil branku na 1-0, ale Zinedine Zidane srovnal a nakonec penaltou svedl výhru na stranu Francie (2-1).
Kvůli zranění přišel o mistrovství světa 2006 konané v Německu, Angličané se nakonec ani nekvalifikovali na šampionát Evropy v roce 2008. Objevil se ale na mistrovství světa konané roku 2010 v Jihoafrické republice a zahrál si první poločas skupinového zápasu s USA, po prvním poločase však byl nucen střídat kvůli zranění a místo něj nastoupil Jamie Carragher.